# Districtul Pointe La Rue
Pointe La Rue (sau Pointe Larue) este un district  în Seychelles, situat pe insula Mahé.